# Joanna Grudzińska
Joanna Grudzińska (Poznan, 17 de mayo de 1795 - Tsárskoye Seló, 17 de noviembre de 1831) era una aristócrata polaca, duquesa de Łowicz y segunda esposa del gran duque Constantino Pávlovich Románov, de facto, virrey de Polonia. Este matrimonio costó a Constantino el trono de Rusia.

## Biografía
Era una de las tres hijas de Antoni Grudziński, el último propietario de la ciudad de Chodzież, y era conocida por su belleza. El 27 de mayo de 1820, se casó con Constantino tras un romance que comenzó en 1815. El matrimonio requiso la anulación de la anterior unión del gran duque con Juliana de Sajonia-Coburgo-Saalfeld (Ana Fiódorovna), que ya no vivían juntos desde 1802. Antes de la aprobación de este matrimonio, el Zar Alejandro I de Rusia obligó a su hermano Constantino, entonces presunto heredero, a renunciar a sus derechos al trono ruso en favor de su hermano Nicolás. El secreto de esta decisión, conocida solo por un pequeño círculo, contribuyó a la Revuelta Decembrista en 1825 que siguió a la muerte del zar Alejandro. 
Después de la boda (8 de julio de 1820), Alejandro nombró a Juana duquesa de Łowicz. Una fragata de la Armada Imperial Rusa fue nombrada en su honor (Knyaguinya Lóvich, Княгиня Лович), fue botada en 1828 y sirvió en la flota del Mar Mediterráneo durante la guerra de independencia de Grecia y la Guerra Ruso-Turca de 1828-1829.
Considerado un traidor por algunos, Joanna se mantuvo fiel a su marido, incluso tras la Revolución de Noviembre en la que estaba contra los derechos polacos. Curiosamente, su hermana gemela María estaba casada con Dezydery Chłapowski, uno de los más notables comandantes polacos de la rebelión; la otra hermana estaba casada con un oficial del séquito del zar de Rusia.
En junio de 1831, Constantino murió de cólera en Vítebsk, poco antes de su prevista evacuación a San Petersburgo. Juana llevó su cuerpo a la capital, y falleció ese mismo año. Fue enterrada en Tsárskoye Seló. En 1929 sus restos fueron exhumados y enterrados en la tumba de su hermana y Chłapowski en Rąbin, cerca de Leszno.

## Galería

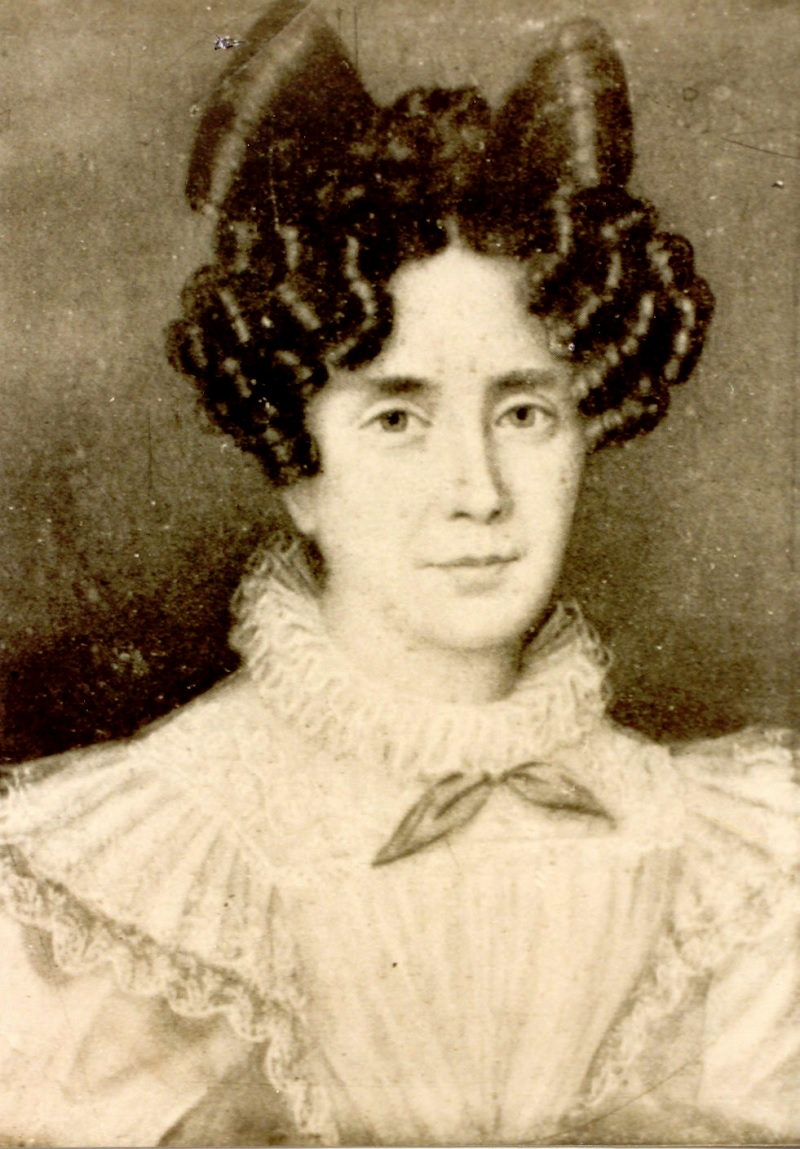
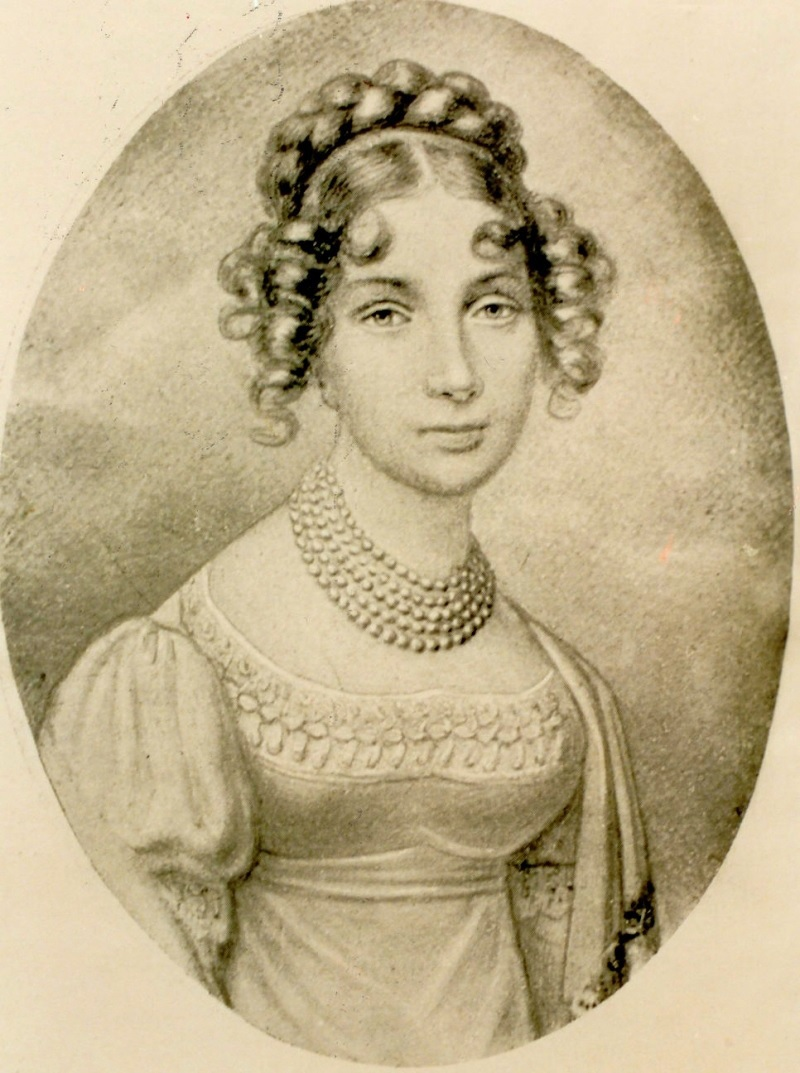